# Frederic al IV-lea al Danemarcei
Frederic al IV-lea (n. 11/21 octombrie 1671, Copenhagen Castle⁠(d), amtul Copenhaga⁠(d), Danemarca – d. 12 octombrie 1730, Comuna Odense, regiunea Syddanmark, Danemarca) a fost rege al Danemarcei și al Norvegiei din 1699 până la moartea sa. Frederic a fost fiu al regelui Christian al V-lea și Charlotte Amalie de Hesse-Kassel.

## Politica externă

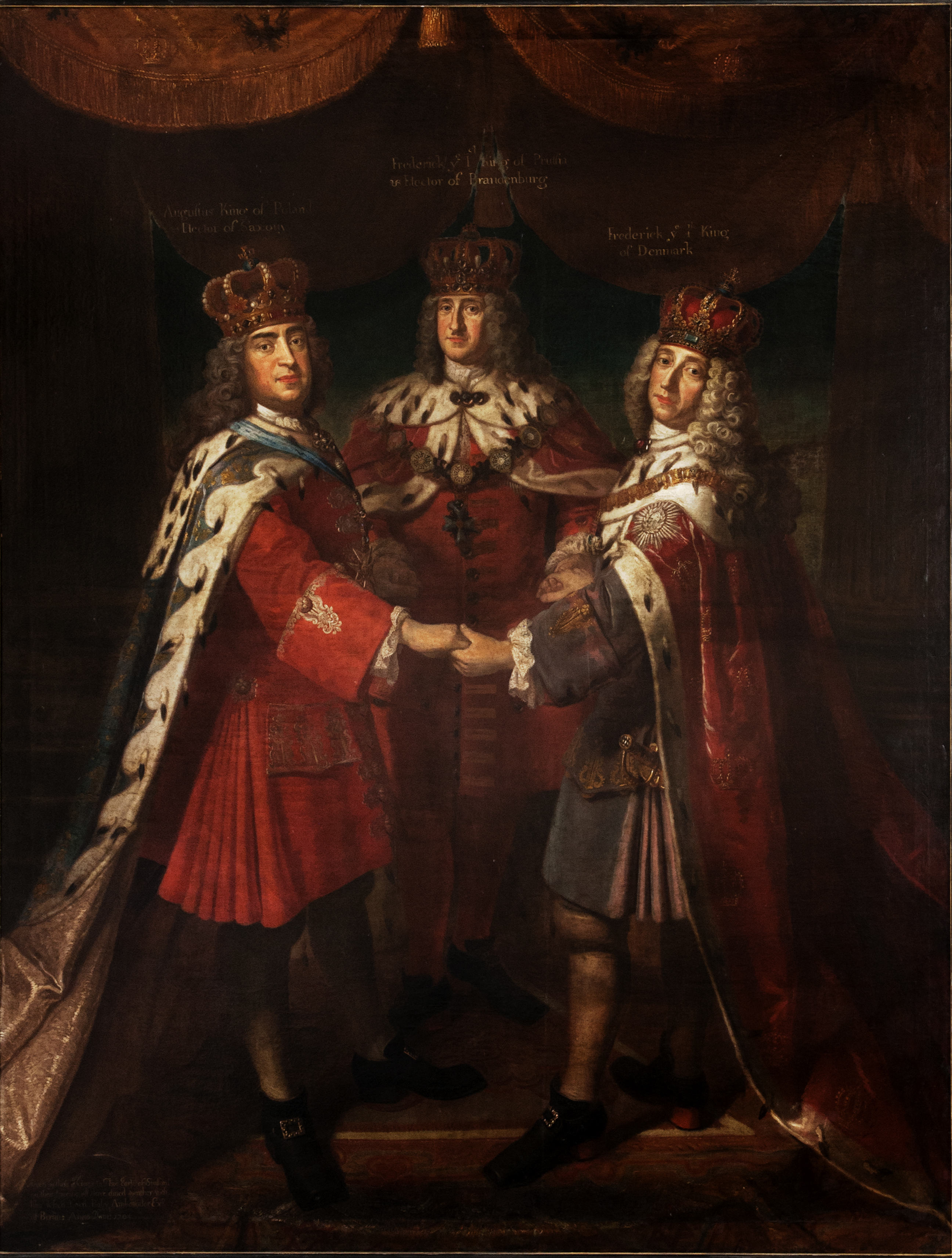
Întâlnirea a trei regi la Potsdam, 1709. August al II-lea al Poloniei, Frederic I al Prusiei și Frederic al IV-lea al Danemarcei.

În mare parte a domniei lui Frederic al IV-lea, Danemarca a fost implicată în Marele Război Nordic (1700-1721) de partea Rusiei și împotriva Suediei. O primă întâlnire de scurtă durată în anul 1700 s-a încheiat cu o invazie suedeză și amenințările din partea puterilor occidentale navale din Europa. În 1709, Danemarca a intrat din nou în război încurajată de înfrângerea suedezilor la Poltava. Frederic al IV-lea a comandat trupele daneze în bătălia de la Gadebusch din 1712. Deși Danemarca s-a situat pe partea victorioasă, ea nu a reușit să recucerească posesiunile pierdute din sudul Suediei. Cel mai important rezultat a fost distrugerea ducatului pro-suedez de Holstein-Gottorp restabilind dominația Danemarcei în Schleswig-Holstein.

## Politica internă
Cea mai importantă reformă internă a fost abolirea în 1702 a așa numitului vornedskab, un fel de iobăgie. Eforturile sale au fost în mare parte în zadar din cauza introducerii iobăgiei în 1733.
După război, comerțul și cultura au înflorit. Primul teatru danez, Lille Grönnegade a fost creat și marele dramaturg Ludvig Holberg și-a început cariera. De asemenea, colonizarea Groenlandei fost inițiată de către misionarul Hans Egede. Din punct de vedere politic această perioadă a fost marcată de conexiunea regelui cu familia Reventlows, rudele Holsteiner ale ultimei regine și de suspiciunea sa în creștere față de vechea nobilime.
În timpul domniei lui Frederic, Copenhaga a fost lovită de două catastrofe naturale: ciuma din 1711 și marele incendiu din octombrie 1728 care a distrus cea mai mare parte din capitala medievală. Deși regele a fost convins de către Ole Rømer să introducă calendarul gregorian în Danemarca-Norvegia în 1700, observațiile și calculele astronomului s-au pierdut în foc.
Frederic al IV-lea a vizitat de două ori Italia și a construit două palate în stilul baroc italian: Palatul Frederiksberg și Palatul Fredensborg.

## Familia și viața particulară

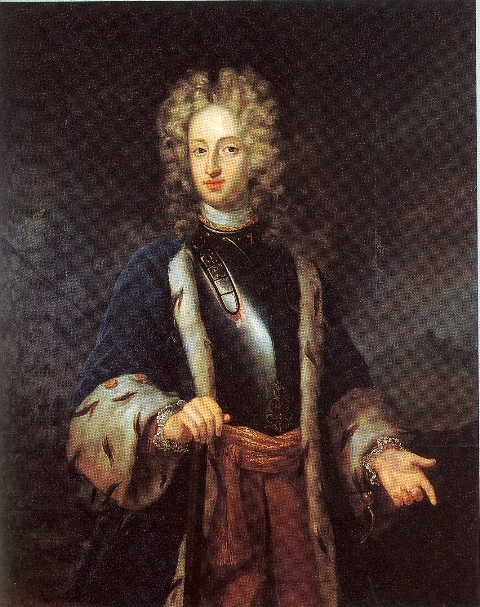
Prințul Moștenitor Frederic

Stema lui Frederic al IV-lea al Danemarcei și al Norvegiei.

Mama lui era Charlotte, fiica lui Wilhelm al IV-lea de Hesse-Kassel. Fără să divorțeze de prima soție, Louise de Mecklenburg-Güstrow cu care s-a căsătorit la 5 decembrie 1695, Frederic s-a mai căsătorit de două ori: în 1703 cu  Elisabeth Helene von Vieregg (d. 1704) și a doua oară, la 26 iunie 1712 cu contesa în vârstă de 19 ani Anne Sophie Reventlow. El i-a acordat titlul de "Ducesă de Schleswig".
La trei săptămâni după decesul reginei Louise la Copenhaga la 4 aprilie 1721, Frederic s-a căsătorit din nou cu Anne Sophie Reventlow, de această dată declarând-o regină (singura soție a unui rege danez ereditar care a purtat titlul și nu a fost prințesă prin naștere). De la cele trei soții a avut nouă copii însă numai doi au supraviețuit: Christian al VI-lea și Charlotte Amalia, ambii din primul mariaj.
Printre metresele sale, cea mai notabilă a fost Charlotte Helene von Schindel.

### Copii
Cu prima soție, Louise de Mecklenburg-Güstrow:
- Christian (28 iunie 1697 - 1 octombrie 1698)
- Regele Christian al VI-lea al Danemarcei (10 decembrie 1699 - 6 august 1746)
- Frederik Charles (23 octombrie 1701 - 7 ianuarie 1702)
- George (6 ianuarie 1703 - 12 martie 1704)
- Prințesa Charlotte Amalie a Danemarcei (6 octombrie 1706 - 28 octombrie 1782)

Cu prima sa soție bigamă, Elisabeth Helene von Vieregg:
- Frederik Gyldenløve (1704–1705)

Cu a doua soție, Anne Sophie Reventlow:
- Christiana Amalia Oldenburg (23 octombrie 1723 - 7 ianuarie 1724)
- Frederik Christian Oldenburg (1 iunie 1726 - 15 mai 1727)
- Charles Oldenburg (16 februarie 1728 - 10 decembrie 1729)